# Économie de Niue
 (avril 2013).

Situation de Niue dans l'océan Pacifique

Cet article traite de différents aspects de l'économie de Niue, un pays insulaire de l’océan Pacifique sud situé à 2 400 km au nord-est de la Nouvelle-Zélande. Le pays comptait 1 354 habitants en 2010.

## Description
La situation économique de Niue est plutôt préoccupante et reste pour le moment très fragile[Quand ?] ce qui l’empêche de réellement décoller[réf. nécessaire]. Le pays est  encore particulièrement dépendant de l'aide extérieure notamment de celle de la Nouvelle-Zélande qui subventionnait le pays à hauteur de 18,72 millions de dollars néo-zélandais pour la seule année 2010-2011. Seulement le gouvernement niuéen tente de se sortir de cette dépendance économique en se tournant vers de nouveaux secteurs économiques comme le tourisme. Les infrastructures sont encore trop faibles pour que le pays puisse réellement se tourner vers le tourisme de masse[réf. nécessaire]. Le problème démographique est une épine de plus pour le développement du pays[Lequel ?]. En effet, Niue ne compte pas plus de 1 500 habitants. 
En janvier 2014, le pays figure sur la liste française des paradis fiscaux 

## Chiffres de l'économie niuéenne
Le pays enregistrait en 2009 un produit intérieur brut de 11,55 millions d'euros pour un PIB par habitant de 7 825 euros. 
La monnaie officielle de Niue est le dollar néo-zélandais. Ceci illustre encore plus la dépendance économique du pays vis-à-vis de la Nouvelle-Zélande. Les importations se chiffraient à 11,8 millions de dollars néo-zélandais pour la seule année 2006 alors que la même année le pays réalisait seulement 0,3 million de bénéfices sur ses exportations (soit 11,5 millions de dollars de déficit). Les principaux clients de Niue sont en général d'autres pays du Pacifique ou d'Océanie. Ses principaux clients sont les îles Fidji, les îles Cook, l'Australie et bien entendu la Nouvelle-Zélande. La Nouvelle-Zélande est aussi le premier fournisseur de Niue avec le Japon, la Chine et l'Australie.

## Part de l'agriculture
La part de l'agriculture dans l'économie niuéenne est encore très importante. Le gouvernement s'occupe aujourd'hui de la gestion de l'agriculture sur l'ensemble de l'île notamment avec l'aide du département responsable de l'agriculture, de la forêt et de la pêche (DAAF). 
Le modèle agricole traditionnel est aujourd'hui fortement remis en cause. En effet le modèle agricole dominant reste l'agriculture sur brûlis. Seulement la perte de fertilité des sols de l'île menace la viabilité de ce modèle. La majorité de la production agricole de l'île est composée de denrées tropicales, notamment du jus de citron, de la pulpe et du jus de fruit de la passion, du miel et du coprah. 
La DAAF est aussi responsable de la production de vanille. Celle-ci a considérablement aidé les petits producteurs de l'île, notamment avec l'envoi de subventions. Le pays a énormément misé sur l'agriculture particulièrement ces dernières années, notamment dans l'espoir de créer une réelle agriculture biologique et locale, en constatant que ces produits étaient très recherchés sur les marchés occidentaux. L'agriculture sur brûlis est surtout utilisée pour la production de noix de coco. Seulement la plus grosse partie de cette agriculture est destinée au commerce extérieur et le ravitaillement de l'île est surtout assuré par la Nouvelle-Zélande qui ravitaille le pays en fioul et en nourriture tous les mois environ.

## Un éloignement géographique contraignant
La situation économique de Niue reste particulièrement précaire. L'éloignement géographique de l'île est un problème majeur pour son développement. En plus de se situer en plein océan Pacifique, celle-ci n'est accessible que par avion (une navette hebdomadaire assure la liaison avec Auckland, seulement la taille de celle-ci est trop réduite pour pouvoir effectuer des vols de marchandise). 
Pour ce qui est du transport par bateau, en plus d'être particulièrement long, les ports pouvant se trouver sur la côte ne possèdent pas les infrastructures adaptées pour permettre d’accueillir de réels bateaux de marchandises. Le gouvernement niuéen tente de sortir son pays de la dépendance économique en encourageant des investissements nouveaux dans l'économie. 
Le tourisme par exemple a été énormément encouragé ces dernières années. 6 000 touristes étrangers se sont rendus à Niue en 2011. Cette initiative d’essor du tourisme dans la région a aussi fortement été inspirée par les Palaos qui ont entamé les mêmes mesures sur leur territoire.